# Casa de Hannover

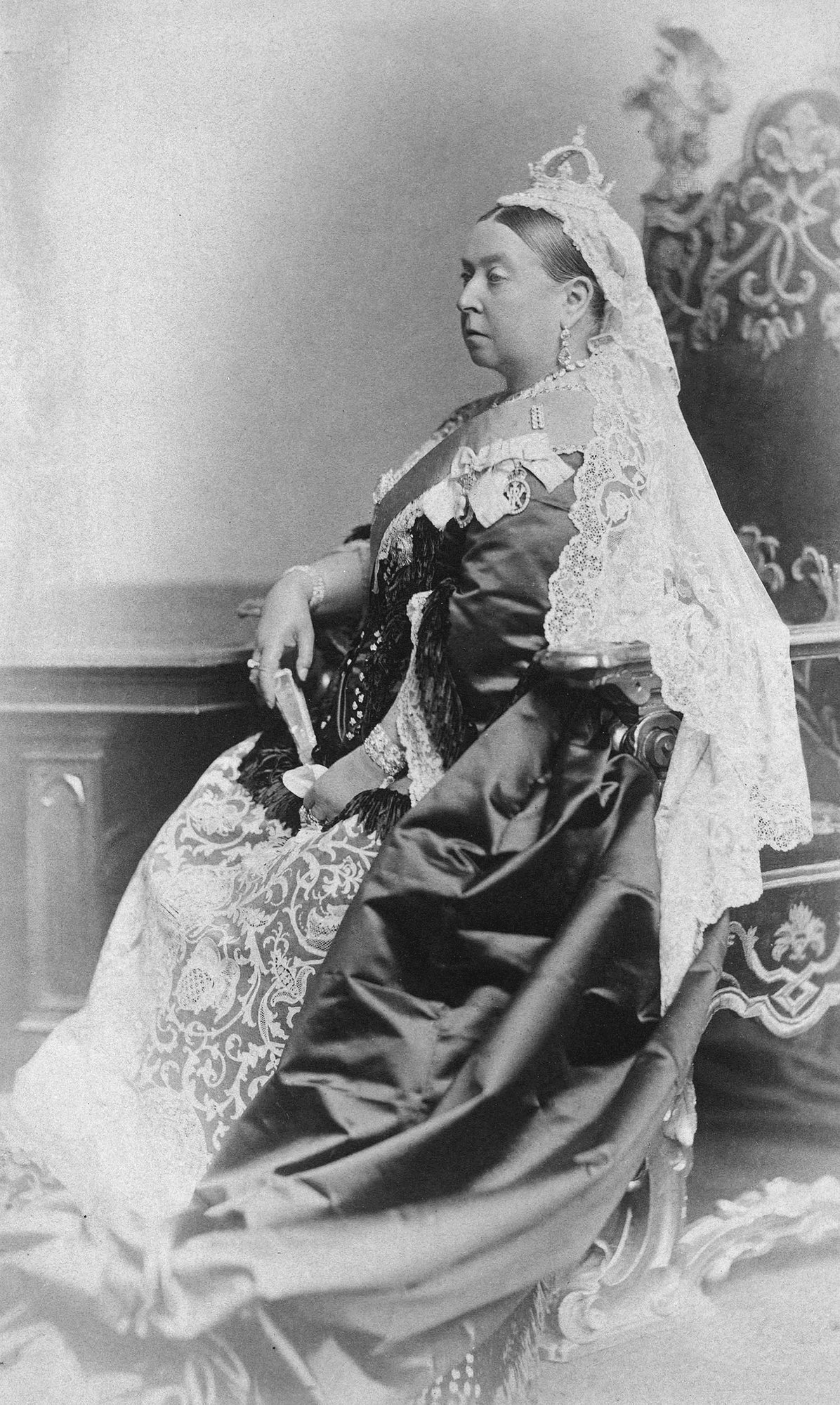
Victoria, última representante de la casa de Hannover en el Reino Unido.

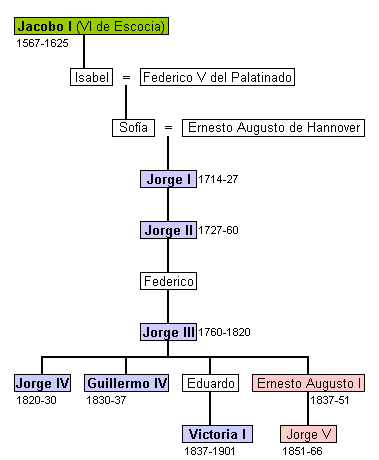
Árbol genealógico de los reyes de Gran Bretaña de la casa de Hannover (en azul), con su relación con los Estuardo (en verde). Todos los reyes varones de esta dinastía fueron a la vez electores o (desde 1814) reyes de Hannover, pero tras la muerte de Guillermo IV este reino pasó a una rama colateral (en rosa).

La casa de Hannover (en español Hanóver) fue la dinastía alemana reinante en Gran Bretaña desde 1714 hasta la fundación del Reino Unido en 1801, y desde entonces hasta 1901, fecha en la que murió la reina Victoria y ascendió al trono su hijo Eduardo VII, perteneciente por línea paterna a la casa de Sajonia-Coburgo y Gotha (reinante en la actualidad y con el nombre de casa de Windsor desde 1917). En Gran Bretaña debido a la Declaración de Derechos de 1689 en los siglos XVIII y XIX, los Hannover solo podían gobernar con el consentimiento del Parlamento, ya que el verdadero gobernante era el primer ministro, mientras que el monarca recibía la dignidad de jefe del Estado. Tiene su origen en una casa nobiliaria establecida en Suabia y Baviera desde el siglo IX. Algunas veces se la conoce como la casa de Brunswick y Luneburgo, línea de Hannover. La casa de Hannover es una rama más joven de la casa de Welf, que a su vez es la rama mayor de la casa de Este.

## Historia
Se considera a Jorge de Brunswick-Luneburgo como el primer miembro de la casa de Hannover. Cuando el Ducado de Brunswick-Luneburgo fue dividido en 1635, Jorge heredó los principados de Calenberg y Göttingen y decidió mudarse a Hannover en 1636. Su hijo, el duque Ernesto Augusto, fue elevado a príncipe elector en el Sacro Imperio Romano Germánico en 1692. Sofía de Wittelsbach, casada con Ernesto Augusto, fue declarada heredera al trono de Gran Bretaña (aún entonces Inglaterra y Escocia) por el Acta de Establecimiento de 1701, el cual decretó que los miembros de la Iglesia católica no podían acceder al trono. Sofía era en ese momento la mayor descendiente protestante de Jacobo I de Inglaterra.

## Reyes de Gran Bretaña e Irlanda y electores de Hannover
| Imagen | Escudo | Nombre                                                  | Monarca desde       | Monarca hasta         |
| ------ | ------ | ------------------------------------------------------- | ------------------- | --------------------- |
|        |        | Jorge I                                                 | 1 de agosto de 1714 | 11 de junio de 1727   |
|        |        | Jorge II Reina consorte Carolina de Brandeburgo-Ansbach | 11 de junio de 1727 | 25 de octubre de 1760 |

## Reyes del Reino Unido de Gran Bretaña e Irlanda y del Reino de Hannover
| Imagen | Escudo | Nombre                                                     | Monarca desde         | Monarca hasta       |
| ------ | ------ | ---------------------------------------------------------- | --------------------- | ------------------- |
|        |        | Jorge III Reina consorte Carlota de Mecklemburgo-Strelitz  | 25 de octubre de 1760 | 29 de enero de 1820 |
|        |        | Jorge IV Reina consorte Carolina de Brunswick-Wolfenbüttel | 29 de enero de 1820   | 26 de junio de 1830 |
|        |        | Guillermo IV Reina consorte Adelaida de Sajonia-Meiningen  | 26 de junio de 1830   | 20 de junio de 1837 |

## Reina del Reino Unido de Gran Bretaña e Irlanda y emperatriz de la India
| Imagen | Escudo | Nombre                                                        | Monarca desde                                                              | Monarca hasta       |
| ------ | ------ | ------------------------------------------------------------- | -------------------------------------------------------------------------- | ------------------- |
|        |        | Victoria I Príncipe Consorte Alberto de Sajonia-Coburgo-Gotha | En el Reino Unido: (20 de junio de 1837) En la India: (1 de enero de 1877) | 22 de enero de 1901 |

## Reyes del Reino de Hannover
| Imagen | Escudo | Nombre                        | Monarca desde           | Monarca hasta            |
| ------ | ------ | ----------------------------- | ----------------------- | ------------------------ |
|        |        | Ernesto Augusto I de Hannover | 20 de junio de 1837     | 18 de noviembre de 1851  |
|        |        | Jorge V de Hannover           | 18 de noviembre de 1851 | 20 de septiembre de 1866 |

## Pretendientes al Trono de Hannover
| Imagen | Escudo | Nombre                          | Pretendiente desde       | Pretendiente hasta      |
| ------ | ------ | ------------------------------- | ------------------------ | ----------------------- |
|        |        | Jorge V de Hannover             | 20 de septiembre de 1866 | 12 de junio de 1878     |
|        |        | Ernesto Augusto II              | 12 de junio de 1878      | 14 de noviembre de 1923 |
|        |        | Ernesto Augusto III de Hannover | 14 de noviembre de 1923  | 8 de noviembre de 1953  |
|        |        | Ernesto Augusto IV de Hannover  | 8 de noviembre de 1953   | 9 de diciembre de 1987  |
|        |        | Ernesto Augusto V de Hannover   | 9 de diciembre de 1987   | Actualidad              |

| Predecesor: Casa de Estuardo | Casa vigente en el trono británico 1714-1901 | Sucesor: Casa de Sajonia-Coburgo-Gotha |